# Torneo de Apertura y Clausura
Los torneos Apertura y Clausura (Finalización en Colombia) son cada una de las fases en que se dividen las temporadas de muchas ligas de fútbol latinoamericanas, cada una con su propio campeón. En Haití, donde se habla créole, estos torneos se conocen como la Ouverture y la Clôture; en Belice, por su parte, se los llama Opening y Closing. En las Islas Marianas del Norte se le llama Spring y Fall (Primavera y Otoño).
El Apertura se lleva a cabo en la primera mitad del año en Argentina, Colombia, Panamá, Paraguay, Perú, Uruguay y Venezuela  mientras que comienza en la segunda mitad del año calendario en Costa Rica, El Salvador, Guatemala, Honduras, México, Haití, Belice  y Nicaragua.
En la mayoría de las ligas mencionadas, cada uno de los dos torneos constituye un campeonato nacional en sí mismo. Por el contrario, en las ligas de Perú, Uruguay y Venezuela, los ganadores del Apertura y el Clausura juegan finales para decidir el campeón de la temporada.

## Descenso
El combinado de las tablas de las dos secciones determina las posiciones de descenso en la mayoría de las ligas. En algunas ligas, hay partidos de ida y vuelta entre los candidatos al descenso, o bien entre candidatos al descenso y al ascenso.
Casos diferentes constituyen el colombiano (donde se llaman "Apertura" y "Finalización") y paraguayo, en que se elabora un sistema de promedios del puntaje obtenido a lo largo de las tres últimas temporadas sobre el total de partidos. En Uruguay los descensos se establecen en base al promedio del puntaje de las dos últimas temporadas sobre el total de partidos. Colombia (20 clubes) y Paraguay (12 clubes) establecen el descenso en forma directa de los dos con peor promedio para ser reemplazados en la temporada siguiente por los dos mejores de la categoría inferior. En Uruguay (16 equipos) el relevo se da entre los tres últimos de la Primera División y los dos primeros y el ganador de un play-off con los ubicados del 3º al 6º puesto de la Segunda División.

## Sistemas de otros países
De 1990 a 2014, el sistema Apertura y Clausura (con calendario europeo) fue el de la Primera División Argentina. Desde 2015 hasta 2024, se reinstaló el sistema de un solo campeonato por temporada. Para 2025, el sistema es utilizado nuevamente, aunque esta vez con calendario americano. Además, este sistema también se utiliza actualmente en la Primera B.
En la Primera División de Chile hubo torneos Apertura y Clausura independientes en 1997 y desde 2002 hasta 2009, y desde 2011 hasta 2017. El torneo utilizó calendario europeo desde 2013-14 hasta 2016-17.
De 2006 a 2024, la Serie A de Ecuador reemplazó el formato de Apertura y Clausura, usado únicamente en 2005, por un formato de dos etapas. En ambas etapas los equipos jugaban todos contra todos en una sola ronda, los ganadores de las dos etapas disputaban una final para decidir el campeón de la temporada en partidos de ida y vuelta.
La MLS de Estados Unidos usa un sistema parecido al que usaba la Primera División Brasilera hasta 2002, en que al final de la fase regular, se juega una pos-temporada o play-off para definir al campeón anual. También tiene su propio Campeonato de copa la Lamar Hunt U.S. Open Cup.
En Brasil nunca se ha usado un sistema de apertura y clausura en su torneo nacional, sino muchos sistemas distintos con play-offs hasta 2002. Por su parte muchos de los campeonatos estatales del país tienen la tradición de sistemas similares hacia mucho antes que los países vecinos los implementara.
Por su parte, la J1 League japonesa tuvo un sistema similar (excepto en 1996, 2002 y 2003), aunque en este caso se llamaba 1ª Etapa y 2ª Etapa, y los dos ganadores disputaban la final, tal cual en Ecuador y Venezuela. Las temporadas se unificaron permanentemente en 2005, parcialmente para evitar conflictos con la Copa del Emperador. También hay antecedentes de la K-League surcoreana empleando este formato.

## Tabla por país
| País                     | Liga                                | Total de campeones | Calendario                      | Temporadas                                                            | Cantidad de equipos |
| ------------------------ | ----------------------------------- | ------------------ | ------------------------------- | --------------------------------------------------------------------- | ------------------- |
| Argentina                | Primera División de Argentina       | Ambos              | Americano (enero / diciembre)   | 1991-2014, 2025-presente                                              | 30                  |
| Belice                   | Liga Premier de Belice              | Ambos (desde 2009) | Europeo (agosto / junio)        | 2009-presente                                                         | 12                  |
| Colombia                 | Categoría Primera A                 | Ambos (desde 2002) | Americano (febrero / diciembre) | 2002-presente                                                         | 20                  |
| Costa Rica               | Primera División de Costa Rica      | Ambos              | Europeo (agosto / junio)        | 2007/08-presente                                                      | 12                  |
| El Salvador              | Primera División de El Salvador     | Ambos              | Europeo (agosto / junio)        | 1998/99-presente                                                      | 12                  |
| Guatemala                | Liga Nacional de Guatemala          | Ambos              | Europeo                         | 1999/00-presente                                                      | 12                  |
| Haití                    | Liga de fútbol de Haití             | Ambos              | Europeo                         | 2002-presente (exceptuando los años 2012 y 2013)                      | 18                  |
| Honduras                 | Liga Nacional de Fútbol de Honduras | Ambos              | Europeo                         | 1997/98-presente                                                      | 10                  |
| Islas Marianas del Norte | Marianas Soccer League              | Ambos              | Americano                       | 2008-presente (exceptuando los años 2009, 2010, 2011)                 | 6                   |
| México                   | Liga MX                             | Ambos              | Europeo (julio / mayo)          | 1996/97-presente                                                      | 18                  |
| Nicaragua                | Primera División de Nicaragua       | Ambos (desde 2017) | Europeo (agosto / junio)        | 2004-presente                                                         | 10                  |
| Panamá                   | LPF                                 | Ambos (desde 2007) | Americano (enero / diciembre)   | 2020-presente                                                         | 12                  |
| Paraguay                 | Primera División de Paraguay        | Ambos (desde 2008) | Americano (enero / diciembre)   | 1996-presente                                                         | 12                  |
| Perú                     | Liga 1                              | Uno                | Americano (febrero / diciembre) | 1997-presente (exceptuando 2009-2013)                                 | 19                  |
| Uruguay                  | Primera División de Uruguay         | Uno                | Americano (febrero / diciembre) | 1994-presente (exceptuando los campeonatos especiales de 2005 y 2016) | 16                  |
| Venezuela                | Liga FUTVE                          | Uno                | Americano (febrero / diciembre) | 1996-presente (exceptuando 2020 a 2023)                               | 14                  |

## Torneos Apertura
- 1990: 1990, 1991, 1992, 1993, 1994, 1995, 1996, 1997, 1998, 1999
- 2000: 2000, 2001, 2002, 2003, 2004, 2005, 2006, 2007, 2008, 2009
- 2010: 2010, 2011, 2012, 2013, 2014, 2015, 2016, 2017, 2018, 2019
- 2020: 2020, 2021, 2022, 2023, 2024, 2025

## Torneos Clausura
- 1990: 1990, 1991, 1992, 1993, 1994, 1995, 1996, 1997, 1998, 1999
- 2000: 2000, 2001, 2002, 2003, 2004, 2005, 2006, 2007, 2008, 2009
- 2010: 2010, 2011, 2012, 2013, 2014, 2015, 2016, 2017 , 2018, 2019
- 2020: 2020, 2021, 2022, 2023, 2024, 2025